# MIDNIGHT (曲)
「MIDNIGHT」（ミッドナイト）は、SPYAIRの楽曲。同バンドの21枚目のメジャーシングルとして、2017年8月30日にSony Music Associated Recordsから発売された。

## 概要
前作「THE WORLD IS MINE」から1か月ぶり、流通盤としては「Be with」以来、5か月ぶりのシングル。
表題曲は、東海テレビ・フジテレビ系ドラマ「ウツボカズラの夢」の主題歌となっている。リリース形態は「Naked」以来となる通常盤1形態のみ。

## 収録曲
| 全作曲・編曲: UZ。 |                                |             |            |      |
| #                  | タイトル                       | 作詞        | 作曲・編曲 | 時間 |
| 1.                 | 「MIDNIGHT」                   | MOMIKEN     | UZ         | 3:58 |
| 2.                 | 「The Way of My Life」         | MOMIKEN、UZ | UZ         | 3:19 |
| 3.                 | 「MIDNIGHT（inst.)」           |             | UZ         | 3:58 |
| 4.                 | 「The Way of My Life (inst.)」 |             | UZ         | 3:12 |
| 合計時間:          | 合計時間:                      | 合計時間:   | 14:27      |      |

## 収録アルバム
MIDNIGHT
- 『KINGDOM』（#3）